# Варнава (апостол від 70)
Варнава (грец. Βαρνάβας) — апостол Ісуса Христа від 70-ти, єврей з коліна Левія, сподвижник апостола Павла, згадується в Новому Заповіті. Варнава вважається засновником Кіпрської церкви (громади) і її першим архієпископом.

## Біографія
Варнава походив із коліна Левія, народився на острові Кіпр, куди переселилися його батьки. До свого апостольства його називали Йосією або Йосифом, а від апостолів був названий Варнавою — «сином утішення» або «сином пророцтва». Так назвали його тому, що він мав дар, за словами святителя Івана Золотоустого, втішати скорботних. За свідченням Олександра Кіпрського, рід апостола Варнави походив від пророка Самуїла.

### В Єрусалимі: Варнава та Христос
У юнацькі роки Варнаву послали батьки до Єрусалима, де разом із Савлом (в майбутньому апостолом Павлом) він навчався у відомого законовчителя Гамаліїла. Завдяки Варнаві, який переконав апостолів у щирому наверненні Савла, той, хто був гонителем християн, увійшов у спілкування з учениками Христа. У книзі Діянь про це сказано так: «Савл прибув до Єрусалима і намагався приєднатися до учеників; але всі боялися його, не вірячи, що він ученик. Варнава ж узяв його, привів до апостолів і розповів їм, як він дорогою побачив Господа, і що говорив йому Господь, і як він у Дамаску сміливо проповідував в ім'я Господа Ісуса. Розмовляв і сперечався з елліністами, а вони мали намір вбити його. Брати, довідавшись про це, відправили його до Кесарії і перепровадили до Тарса» (Дії 9:26–30). У тих самих «Діях апостолів» не розповідається про обставини навернення самого Варнави до Христа. Очевидним є той факт, що це сталося до навернення апостола Павла. За свідченням монаха Олександра, у Єрусалимі Варнава став очевидцем зцілення Ісусом Христом розслабленого біля овечої купальні Віфезда, а також і інших чудес, які сотворив Спаситель у єрусалимському храмі. Там Варнава впав до ніг Христа Бога і попросив Його благословення, потім навернув у християнство свою сестру Марію, матір племінника Варнави Марка-Іоанна.

### Початок апостольської діяльністі
Апостольська діяльність Варнави розпочалася після побиття камінням першомученика Стефана. Коли в Єрусалимі стало відомо про поширення християнства в Антіохії, апостоли доручили Варнаві відправитись туди. Цілий рік він разом із апостолом Павлом проповідував в Антіохії, багатьох навернув до Христа: «Після того подався Варнава до Тарсу, щоб Савла шукати. А знайшовши, привів в Антіохію. І збирались у Церкві вони цілий рік, і навчали багато народу, і в Антіохії найперш християнами названо учнів.» (Дії 11:25-26). Дізнавшись про голод, який вразив Єрусалим, антіохійські християни зібрали гроші і послали їх єрусалимській громаді через святих апостолів Варнаву і Павла. Невдовзі святителі повернулися із Єрусалима в Антіохію. Тут апостол Варнава очолив гурток «пророків і вчителів», у який входили Симеон Нігер, Луцій Кірінеянин, Манаїл, який виховувався разом із Іродом Антипою. В описах їхньої апостольської діяльності ім'я Варнави стоїть попереду імені Павла. Жителі Лістри порівнювали Варнаву із Зевсом, а Савла — з Гермесом (Дії 14:12).

### Апостольські подорожі з апостолом Павлом
Навесні 45 року після Різдва Христового апостоли Варнава і Павло прибули на Кіпр і пройшли весь острів до Пафоса, де навернули до Христа римського проконсула Сергія Павла. Кіпр став першою країною, якою керував християнин, і з цього моменту Савл став називатися Павлом. У Китії (сучасна Ларнака) обидва апостоли зустріли Лазаря з Віфанії, який з причини переслідування юдеїв вимушений був покинути Палестину і переселитися на Кіпр. Варнава та Павло рукоположили його в єпископа Китії.
Із Пафоса апостоли відплили на кораблі до Малої Азії, про що згадує Євсевій Кесарійський в «Церковній історії». Далі вони відправились до Памфілії (Пергії та Аталії), Пісідії (Антіохії Писидійської) і Лікаонії (Іконії, Лістри і Дервії), проповідуючи юдеям і язичникам. У цих містах вони заснували християнські громади, наштовхуючись на сильний опір з боку юдеїв. Повернувшись в Антіохію, обидва апостоли вступили в полеміку з юдейо-християнами щодо необхідності обрізання для християн. Для вирішення цього питання вони відправились до Єрусалима: «І вся громада замовкла, і слухали пильно Варнаву й Павла, що розповідали, які то знамена та чуда вчинив через них Бог між поганами!» (Дії 15:12). Єрусалимський собор апостолів 48 року ухвалив рішення не обтяжувати християн із язичників обрізанням по Мойсеєвому Закону, а «...стримуватися від ідольських жертов та крови, і задушенини, та від блуду. Оберегаючися від того, ви зробите добре...» (Дії 15:29).
Через деякий час апостоли Варнава і Павло вирішили відвідати засновані ними християнські громади в Малій Азії. Однак між ними виник конфлікт через Марка-Іоанна (племінника апостола Варнави), якого Павло не хотів брати з собою, оскільки той залишив їх ще у Памфилії під час першої подорожі. Ця суперечка вирішилась тим, що Варнава вирушив з Марком-Іоанном на Кіпр, а Павло із Силою — в Малу Азію й далі — у Фракію та Елладу. Саме на цій події закінчується розповідь про ап. Варнаву в Новому Завіті. Незгода поміж апостолами не спричинила ворожнечі. Апостол Павло з повагою говорить про свого собрата Варнаву у Першому Павла посланні до коринфян (9:6). Про пізнішу спільну діяльність апостолів є лише одна згадка в Посланні Павла до колосян (IV. 10).

### Життя та діяльність на Кіпрі
Розійшовшись з апостолом Павлом, Варнава з Марком-Іоанном поплив з Лаодікєї до Кіпру, вночі вони висадились на берег в Кроммиакиті. Їх прийняли у себе Аристон і Тимон, слуги язичницьких жреців. Переслідуваний ворогами Варнава попрямував до міста Куріон. Наближаючись, він зустрів процесію ідолопоклонників, яка рухалась до святилища. У ній було багато голих чоловіків і жінок. Варнава прокляв цю ганебну ходу і вмить обвалилася стіна міських укріплень, задушивши і покалічивши багатьох, а інші врятувалися у святилищі Аполлона. Тут апостолу перекрили шлях до міста і не пустили на проповідь. Наступного дня апостоли прийшли до поселення біля міста Амафунта, де звершувались язичницькі урочистості. Варісус збунтував проти Варнави юдеїв, що його супроводжували, і знову не вдалося апостолу увійти до міста. Після цих подій Варнава з учнями вирушив до міста Кит, де його ніхто не прийняв, а потім звідти відплив до Саламіна.

### Мученицька смерть Варнави
Прибувши у Саламін, Варнава став проповідувати в синагозі, та Варісус і тут підняв бунт юдеїв проти апостола. Вони схопили його і вночі, надівши на шию мотузки, потягли із синагоги на іподром і далі за міські ворота, де й спалили на вогні. Прах Варнави зібрали в пелени і, запечатавши його свинцем, вирішили кинути в море. Однак Марку, разом з Тимоном і Родоном, вдалося вночі викрасти останки і поховати їх в одній із печер біля міста. Разом із мощами Варнави вони поклали Євангеліє від апостола Матфея.

## Посмертна доля мощей Варнави
За свідченням Олександа Кіпрського, гробниця апостола, його мощі і Євангеліє були знайдені після триразового з'явлення Варнави Анфемію, архієпископу Саламіна († 488). Ця подія відбулася в критичний період для Кіпрської Церкви, коли Антіохійська Церква за патріарха-монофізита Петра Пнафевса прагнула встановити над островом свій контроль під приводом того, що Кіпр отримав християнство від Антіохії. Євангеліє, знайдене в гробі апостола Варнави, було відвезене архієпископом Анфимієм до Константинополя і показане імператору Візантії Зинону (474-491). Знайдення мощей апостола стало важливим аргументом у полеміці з патріархом Антіохійським. Таким чином була доведена і остаточно визнана автокефалія Кіпрської Церкви. Апостол від 70-ти — Варнава вважається засновником Кіпрської православної Церкви і її першим архієпископом. Головна частина мощей апостола залишилась на Кіпрі. Архієпископ Анфемій після повернення із Константинополя заснував на місці знайдення мощей Варнави Монастир на честь апостола Варнави.

## Пам'ять та іконописні зображення
Зазвичай апостол на іконах зображається людиною середнього або похилого віку, волосся темне або сивувате, борода середньої довжини. Відповідно до апостольського чину — зодягненний у хітон і гиматій, у руках тримає свиток. Як засновник Кіпрської Церкви і перший її архієпископ інколи зображається у святительському одязі. Парне зображення апостолів Варфоломія і Варнави зустрічається дуже рідко і представлене в мінології Службового Євангелія 1156 року у грецько-грузинському рукописі та настінних розписах церкви Святої Трійці монастиря Козія (Румунія).
На честь церкви Св. Варнави католицький орден Регулярних каноників св. Павла називаються також — Варнавити.
Пам'ять св. Варнави свята Церква звершує в один день із пам'яттю апостола Варфоломія — 24 червня за н. с.

## Патрон
- Португалія:
  - парафії: Жанарде

## Дивись також
Послання Варнави — ранньо-християнський текст датований кінц. І — поч. ІІ ст. Певний час, у деяких церквах, входило до складу канонічних книг Нового Заповіту.
Церковна історія (Євсевій) — найраніший з творів, що дійшли до нас, що описують історію християнської Церкви в хронологічному порядку.
Дії апостолів
Марк-Іоанн, Собор святих сімдесяти апостолів Христових
Монастир Апостола Варнави (Кіпр)